# Colurella anodonta
Colurella anodonta is een raderdiertjessoort uit de familie Lepadellidae. De wetenschappelijke naam van deze soort is voor het eerst geldig gepubliceerd in 1939 door Carlin.